# Roman Stankiewicz (oficer marynarki)
Roman Wiktor Stankiewicz (ur. 19 lutego 1898 w majątku Jakubowo w dawnym powiecie dziśnieńskim lub według innych źródeł w Mitawie, zm. 26 listopada 1940 na kanale La Manche) – komandor porucznik dyplomowany Marynarki Wojennej II Rzeczypospolitej, uczestnik obu wojen światowych, dowódca między innymi Dywizjonu Kontrtorpedowców. W sierpniu 1939 roku, realizując plan Peking, wyprowadził podległe mu okręty do Wielkiej Brytanii. Zginął na storpedowanym przez niemiecki samolot francuskim patrolowcu „Médoc”.

## Życiorys
Roman Stankiewicz był synem Aleksandra i Wiktorii z domu Rutkiewicz, młodszym bratem Jana i Mamerta. W latach 1908–1915 był członkiem Korpusu Kadetów w Pskowie, a od marca 1915 roku Korpusu Morskiego w Piotrogrodzie. 4 maja 1917 roku otrzymał promocję do stopnia miczmana. 23 maja wszedł w skład załogi trałowca T15. Po ukończeniu kursu torpedowego, od września 1918 roku był oficerem torpedowym na niszczycielu „Awtroił”. Aresztowany przez bolszewików w listopadzie, został zesłany do Astrachania. Pracując w tamtejszym porcie wojennym, nawiązał kontakty z kontrwywiadem Armii Ochotniczej. W maju 1919 roku uciekł i przedostał się do Polski.
10 lipca 1919 roku zgłosił się do Wojska Polskiego, sześć dni później został przyjęty do czynnej służby w batalionie morskim. Przez następny rok obejmował różne stanowiska szkoleniowe i sztabowe. Od 21 listopada 1920 do 9 listopada 1921 roku przebywał w Wielkiej Brytanii, gdzie ukończył kursy: nawigacyjny, torpedowy, artyleryjski i sygnałowy oraz odbył staż na pokładzie krążowników Royal Navy „Dunedin” i „Dauntless”. Zweryfikowany w stopniu porucznika marynarki, ze starszeństwem od 1 czerwca 1919 roku, powrócił do pracy w pionie szkolenia PMW. Kolejne lata dzielił pomiędzy pracę wykładowcy w Szkole Specjalistów Morskich w Świeciu i Oficerskiej Szkole Marynarki Wojennej w Toruniu oraz oficera w rejsach szkoleniowych, między innymi na kanonierce „Komendant Piłsudski”. W 1925 roku powrócił na morze, jako starszy oficer na torpedowcach. 13 stycznia 1926 roku został oficerem broni podwodnej floty. W kwietniu przeniesiono go do Flotylli Pińskiej, jako dowódcę statku uzbrojonego ORP „Generał Sosnkowski”. 3 maja tegoż roku awansował do stopnia kapitana marynarki.
Od listopada 1926 do końca 1928 roku studiował we francuskiej Morskiej Szkole Wojennej w Paryżu (franc. École de Guerre Navale), po czym przez kolejne cztery miesiące odbywał staż na okrętach Marine Nationale. W styczniu 1929 otrzymał tytuł oficera dyplomowanego.
Po powrocie do Polski pełnił służbę w Kierownictwie Marynarki Wojennej w Warszawie. W okresie od 3 listopada 1928 roku do 1 lipca 1929 roku był przydzielony do prac w sztabie inspektora armii, generała dywizji Józefa Rybaka, pozostając na zajmowanym stanowisku etatowym w Kierownictwie Marynarki Wojennej. 27 czerwca 1929 roku został mianowany dowódcą torpedowca „Krakowiak” i oficerem broni podwodnych Dywizjonu Torpedowców. W styczniu 1930 roku ponownie przeniesiono go na stanowisko wykładowcy, tym razem w Szkole Podchorążych MW w Toruniu. W latach 1931–1933 wchodził w skład redakcji „Przeglądu Morskiego”. 29 stycznia 1932 roku został awansowany na komandora podporucznika ze starszeństwem z 1 stycznia 1932 roku i 3. lokatą w korpusie oficerów Marynarki Wojennej (korpus morski). Dwa lata później odbył kolejny kilkumiesięczny staż w marynarce francuskiej. W latach 1934–1939 pełnił różne funkcje sztabowe i we flocie – był między innymi dowódcą ORP „Podhalanin” (lipiec 1934 – maj 1935) i ORP „Gryf” (wrzesień 1938 – kwiecień 1939), szefem Oddziału Planów Sztabu w Kierownictwie Marynarki Wojennej (1936), szefem Oddziału Szkolenia MW i przewodniczącym Komitetu Redakcyjnego „Przeglądu Morskiego”. 19 marca 1937 roku awansował na komandora porucznika, zaś 2 kwietnia 1939 roku dowódcą Dywizjonu Kontrtorpedowców, z ORP „Błyskawica” jako okrętem flagowym.
30 sierpnia 1939 roku, wykonując plan Peking, poprowadził trzy okręty Dywizjonu do portów brytyjskich. Uczestniczył w pierwszych ustaleniach dotyczących współpracy Polaków z Royal Navy. 17 grudnia zdał dowództwo zespołu komandorowi Stanisławowi Nahorskiemu. Został następnie przeniesiony do działu szkolenia Kierownictwa Marynarki Wojennej w Londynie, jednak na własną prośbę powrócił do służby na morzu. 18 lipca 1940 roku objął dowództwo patrolowca „Médoc”, który został przejęty po upadku Francji. Po zwróceniu okrętu Brytyjczykom Stankiewicz pozostał na ich prośbę na dotychczasowym stanowisku. W związku z tym „Médoc” nosił jednocześnie trzy bandery: brytyjską, francuską i polską. Roman Stankiewicz zginął wraz z większością załogi 26 listopada 1940 roku (dokładnie rok po śmierci brata Mamerta), po storpedowaniu „Médoca” przez niemiecki samolot w kanale La Manche.

## Ordery i odznaczenia
- Złoty Krzyż Zasługi
- Srebrny Krzyż Zasługi (10 listopada 1928)[4]
- Order Wybitnej Służby (Wielka Brytania)